# 太陽會合
太陽會合（英語：Solar conjunction，又稱「行星日凌」） 是指地球和另一行星或天體位於太陽兩側，且三者連成一直線。太陽會合發生時，會因太陽干擾無線電波，導致地球與另一側行星、天體上的探測器通訊發生問題，甚至中斷。
而當比地球靠近的行星或天體從地球與太陽之間經過時，就會發生凌日，與太陽會合不同。

## 對探測器產生的問題
最近一次因太陽會合導致探測器通訊問題的例子是2021年10月2日-16日發生的地火太陽會合，各國的火星探測器包括毅力號、好奇號、祝融號……等等都暫停與地球通訊，在自主運行的狀況下持續至少15天。在此期間各國都會事前對探測器發送太陽會合期間的任務清單，通常是較為安全的任務（例如：天氣或輻射數據測量、錄音等等），而避免可能發生危險的動作（例如：行駛、鑽孔、採樣）。

## 另見
- 合 (天體位置)
- 凌日
- 日凌